# Gretta Kok

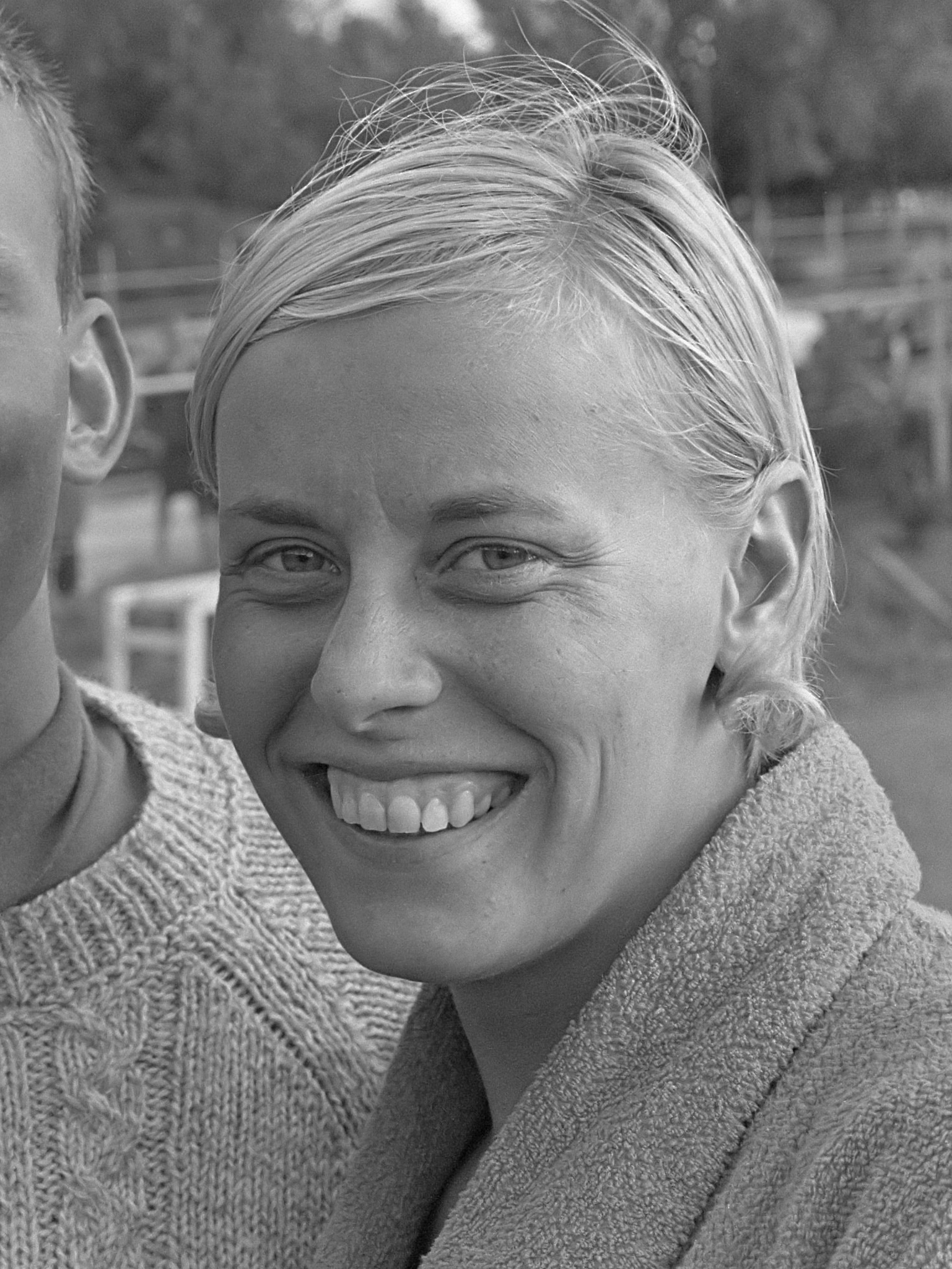
Gretta Kok (1966)

Margretta (Gretta) Kok (Amsterdam, 16 oktober 1944) is een voormalig topzwemster op de schoolslag, die namens Nederland tweemaal deelnam aan de Olympische Spelen: Rome 1960 en Tokio 1964.
Kok is de drie jaar oudere zus van olympisch kampioene (1968) op de vlinderslag, Ada Kok. Ook zij was lid van zwemvereniging A.Z. & P.C. De Futen uit Amstelveen. In tegenstelling tot haar zus was Gretta Kok minder succesvol bij de Olympische Spelen, ook al eindigde ze in 1960 (Rome) als vijfde (2.54,6) op de 200 meter schoolslag. Vier jaar later, toen Tokio gastheer was van het sportfestijn, kwam de oudste Kok op dezelfde afstand niet verder dan de vijftiende tijd (2.55,4). Gretta Kok won goud tijdens de 4x100 m wisselslag op de Europese kampioenschappen zwemmen 1966. In april 1967, na een reis met de zwemploeg naar Leningrad, stopte zij met zwemmen. Die zomer werkte zij samen met zus Ada als badmeester in Valkenburg. Hier ontmoette Gretta haar toekomstige echtgenoot, met wie zij op 31 januari 1968 in Valkenburg trouwde. Zij bleef daarna actief als badjuffrouw en traint jonge pupillen.

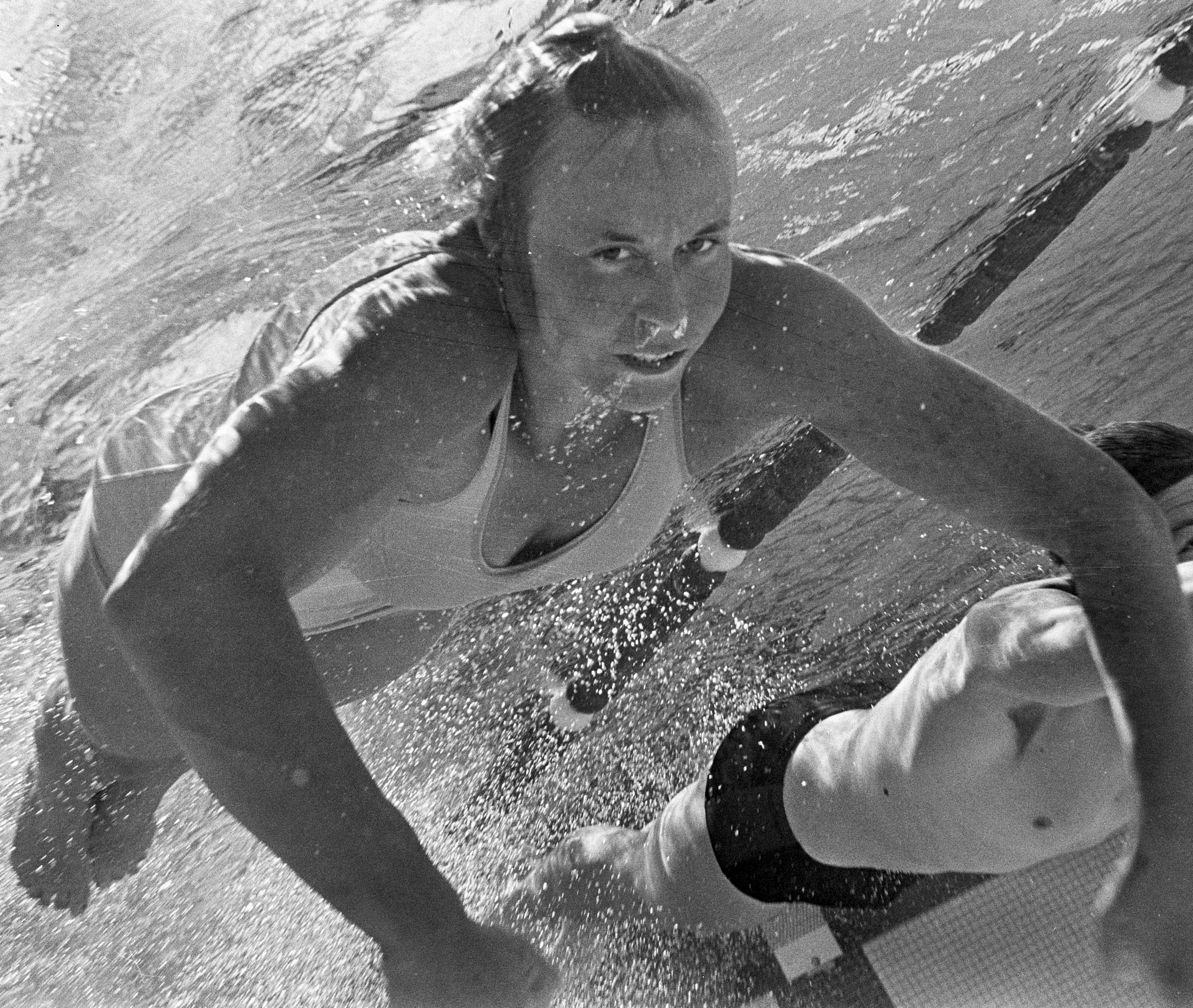
Gretta Kok onder water (1966)